# Дечимоманну
Дечимоманну, Дечімоманну (італ. Decimomannu, сард. Dèximu Mannu) — муніципалітет в Італії, у регіоні Сардинія,  провінція Кальярі.
Дечимоманну розташоване на відстані близько 420 км на південний захід від Рима, 18 км на північний захід від Кальярі.
Населення — 8143 особи (2014).
Щорічний фестиваль відбувається 17 січня. Покровитель міста  Святий Антоній.

## Історія
Під час Другої світової війни аеродром в Дечимоманну використовувався 319 Бомбардувальною групою, 12-ї повітряної армії ВПС США на озброєнні в якої були середні бомбардувальники Martin B-26 Marauder. Група базувалася тут з 1листопада 1943 по 21 вересня 1944 року. 

## Демографія
Населення за роками:

Станом на 1 січня 2023 року в муніципалітеті офіційно проживало 208 іноземців з 32 країн, серед них 48 громадян країн Євросоюзу та 12 громадян України.

## Сусідні муніципалітети
- Ассеміні
- Дечимопутцу
- Сан-Сперате
- Ута
- Віллазор
- Вілласпечоза